# Corné Lucassen
Corné Lucassen (Kaatsheuvel, 9 maart 1965 – Tilburg, 26 juni 2015) was een Nederlands profvoetballer. Hij kwam in het betaalde voetbal enkel uit voor Willem II.

## Loopbaan
Lucassen was een verdediger. Hij speelde oorspronkelijk bij VV DESK in Kaatsheuvel. Trainer Piet de Visser haalde hem in 1987 op 22-jarige leeftijd naar Willem II. Het zou maar bij zes wedstrijden blijven aangezien Lucassen vaak last had van blessures. In 1989 keerde Lucassen terug bij DESK. Van 1991 tot 1994 kwam hij uit voor TSV LONGA. In 1994 keerde hij opnieuw terug bij DESK. Hij werd aanvoerder en promoveerde met zijn team via de nacompetitie van de tweede klasse naar de eerste klasse amateurs.
!n 2015 overleed Lucassen op 50-jarige leeftijd.